# Кузин, Александр Григорьевич
Александр Григорьевич Кузин (1914—1990) — лётчик-штурмовик, подполковник Советской Армии, участник Великой Отечественной войны, Герой Советского Союза (1945).

## Биография
Александр Кузин родился 20 августа 1914 года в деревне Чеченино (ныне — Кстовский район Нижегородской области). Окончил семь классов школы, учился в школе фабрично-заводского ученичества. Работал сначала модельщиком на заводе «Красное Сормово», затем охранником в Горьковском аэроклубе, одновременно с работой занимался обучением лётному мастерству. В 1936 году Кузин был призван на службу в Рабоче-крестьянскую Красную Армию. В 1938 году окончил Пермскую военную авиационную школу лётчиков. Участвовал в боях на озере Хасан. В 1942 году Кузин окончил курсы штурманов полков при Военно-воздушной академии. С сентября того же года — на фронтах Великой Отечественной войны.
К сентябрю 1944 года гвардии майор Александр Кузин был штурманом 90-го гвардейского штурмового авиаполка 4-й гвардейской штурмовой авиадивизии 5-го штурмового авиакорпуса 2-й воздушной армии 1-го Украинского фронта. К тому времени он совершил 125 боевых вылетов на штурмовку и бомбардировку скоплений боевой техники и живой силы противника, его важных объектов, нанеся ему большие потери.
Указом Президиума Верховного Совета СССР от 23 февраля 1945 года за «образцовое выполнение заданий командования и проявленные мужество и героизм в боях с немецкими захватчиками» гвардии майор Александр Кузин был удостоен высокого звания Героя Советского Союза с вручением ордена Ленина и медали «Золотая Звезда» за номером 8061.
Незадолго до конца войны Кузин был сбит и с тяжёлыми ранениями и ожогами попал в плен. 20 апреля 1945 года он был освобождён из плен, а месяц спустя вернулся в полк. После окончания войны он продолжил службу в Советской Армии. В 1957 году в звании подполковника Кузин был уволен в запас. Проживал и работал в Горьком. Скончался 25 февраля 1990 года, похоронен на Ново-Сормовском кладбище Нижнего Новгорода.
Был также награждён четырьмя орденами Красного Знамени, орденами Богдана Хмельницкого 3-й степени и Александра Невского, тремя орденами Отечественной войны 1-й степени, орденом Красной Звезды, рядом медалей.